# اسماعیل دمیرجی
اسماعیل دمیرجی به ترکی استانبولی (Ismail Demirci) (زاده ۱۳ نوامبر ۱۹۸۴ در انکارا) بازیگر اهل ترکیه است. عمده سرشناسی وی به دلیل بازی در سریال ستاره شمالی عشق اول در نقش کوزی ملااغلو اس وی همچنین در سریال تصادف  حضور داشته است. همسر وی هانده سورال میباشد.